# Binnenseeinsel

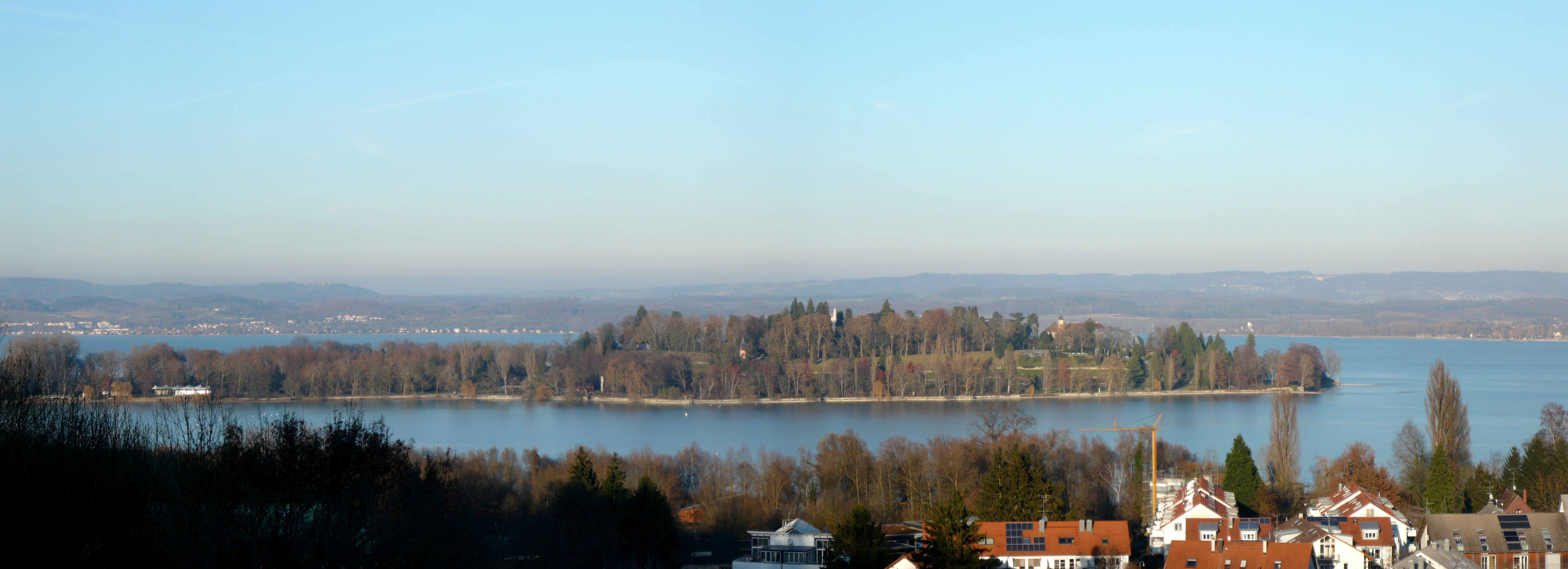
Mainau im Bodensee

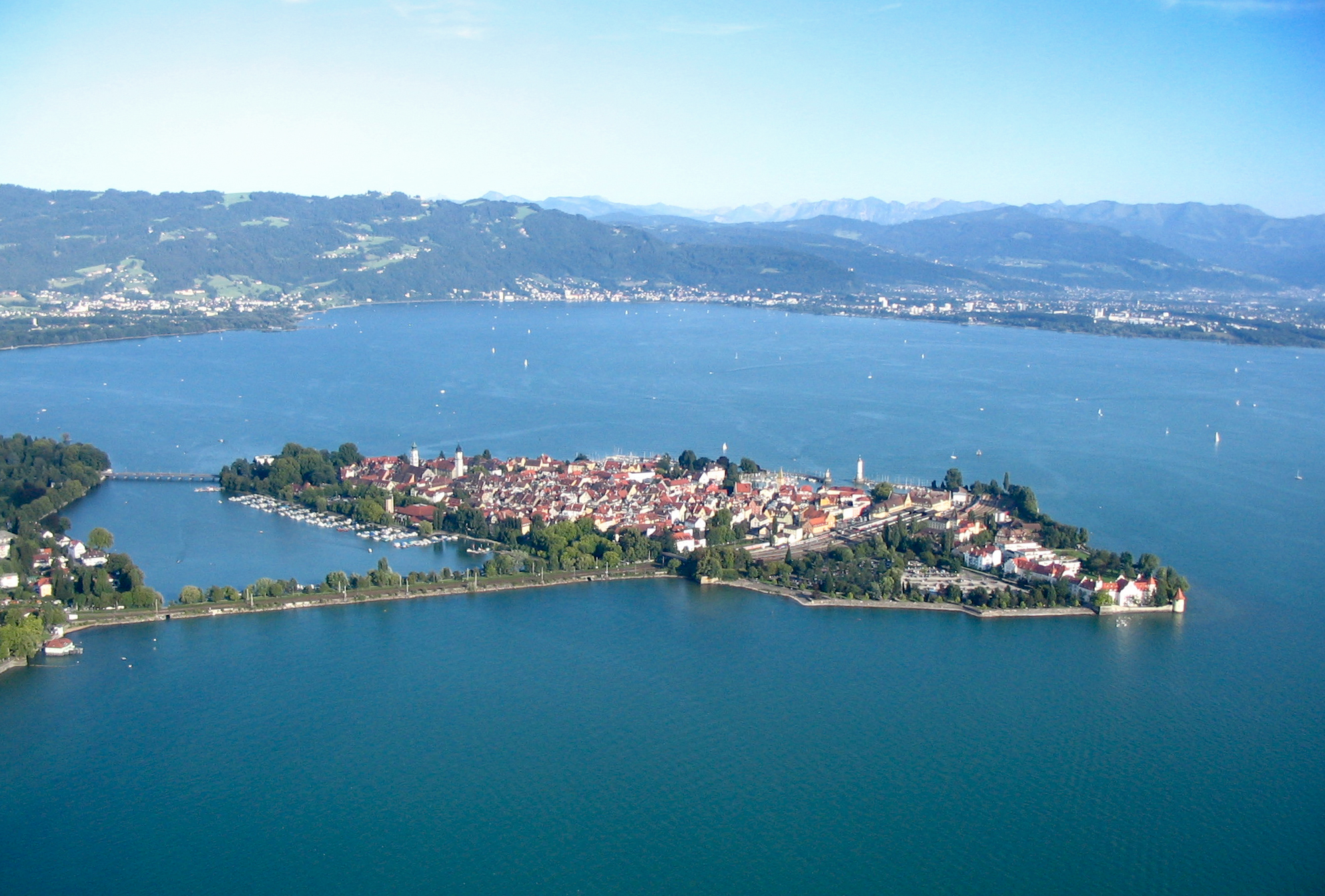
Inselaltstadt von Lindau im Bodensee

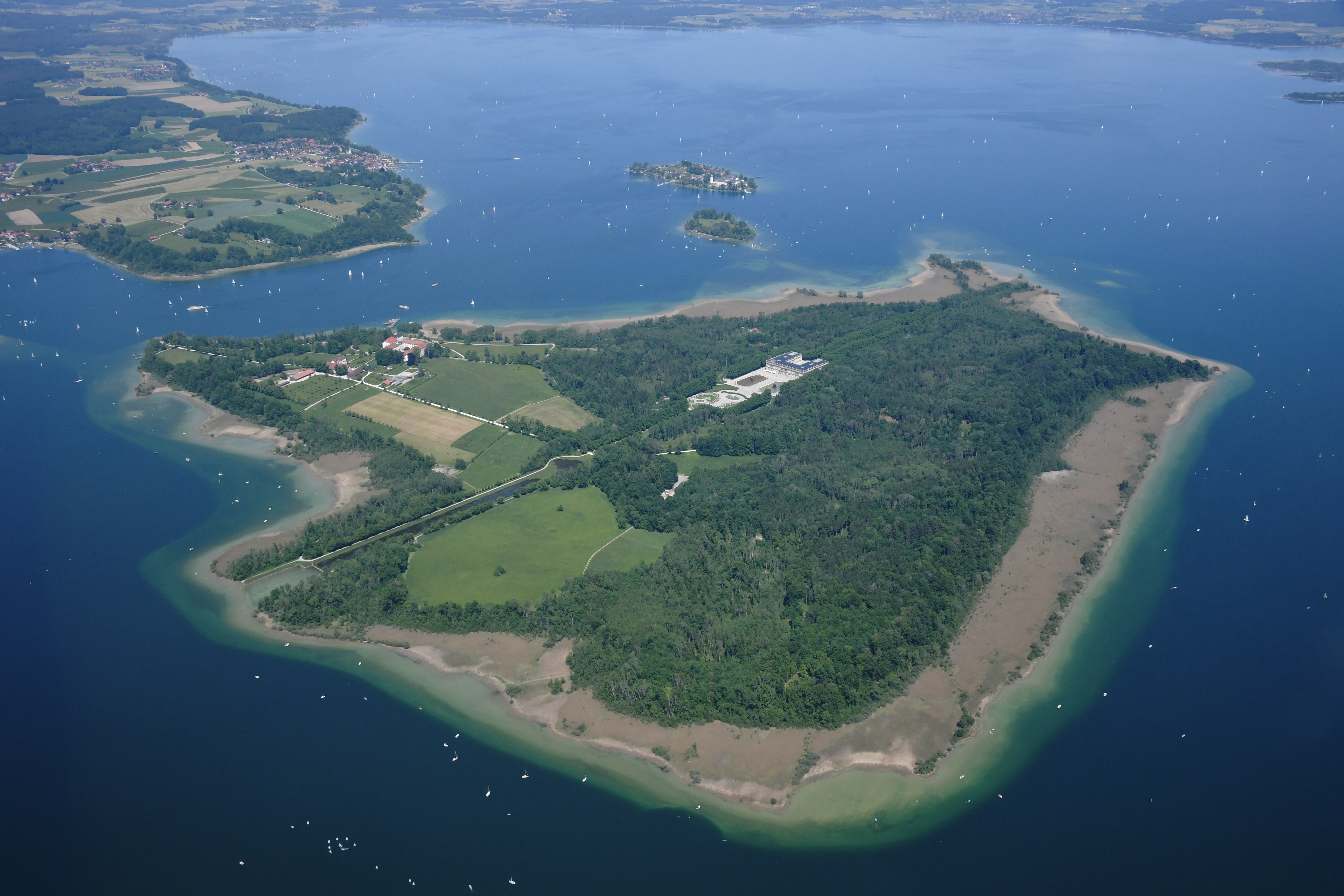
Herreninsel im Chiemsee

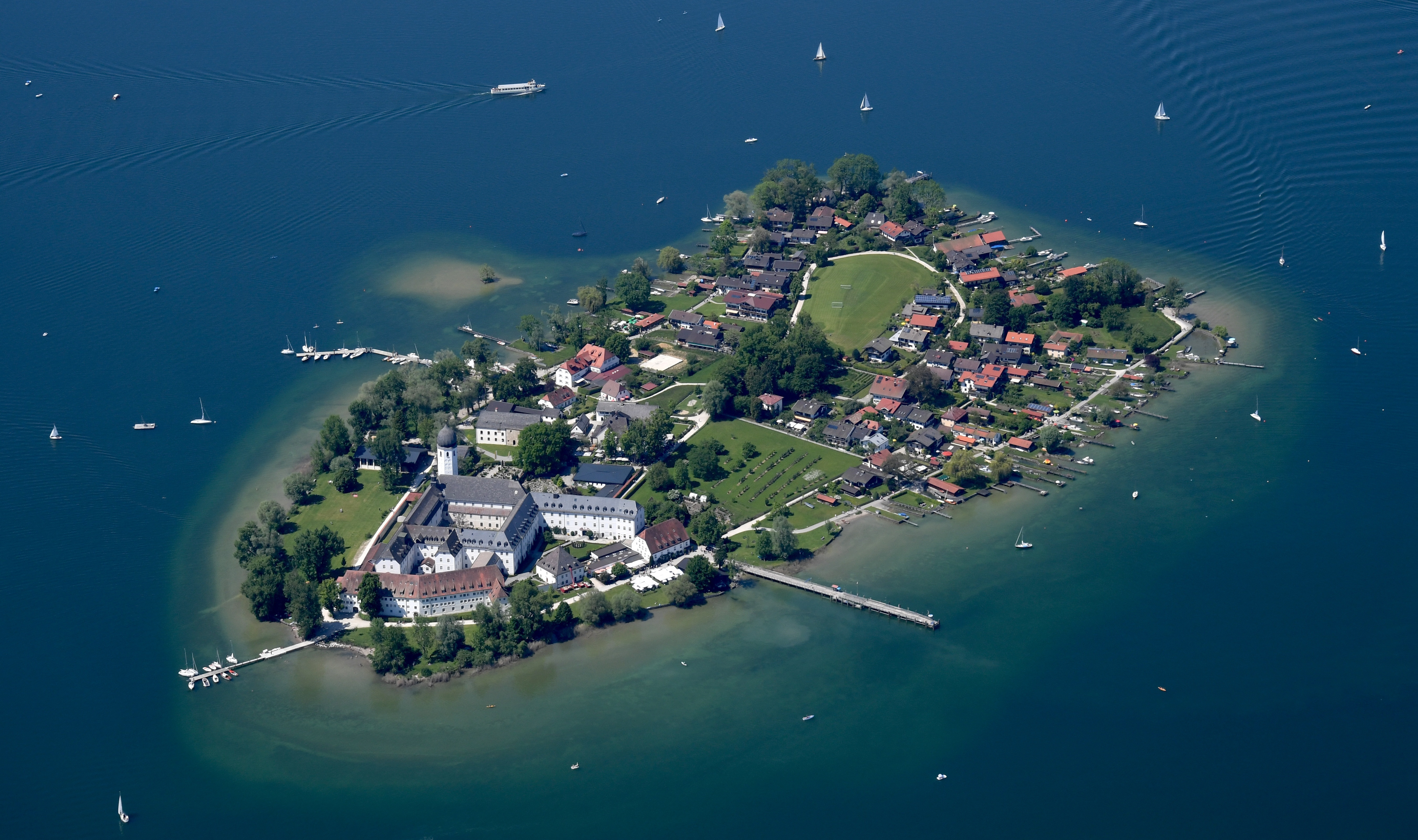
Fraueninsel im Chiemsee

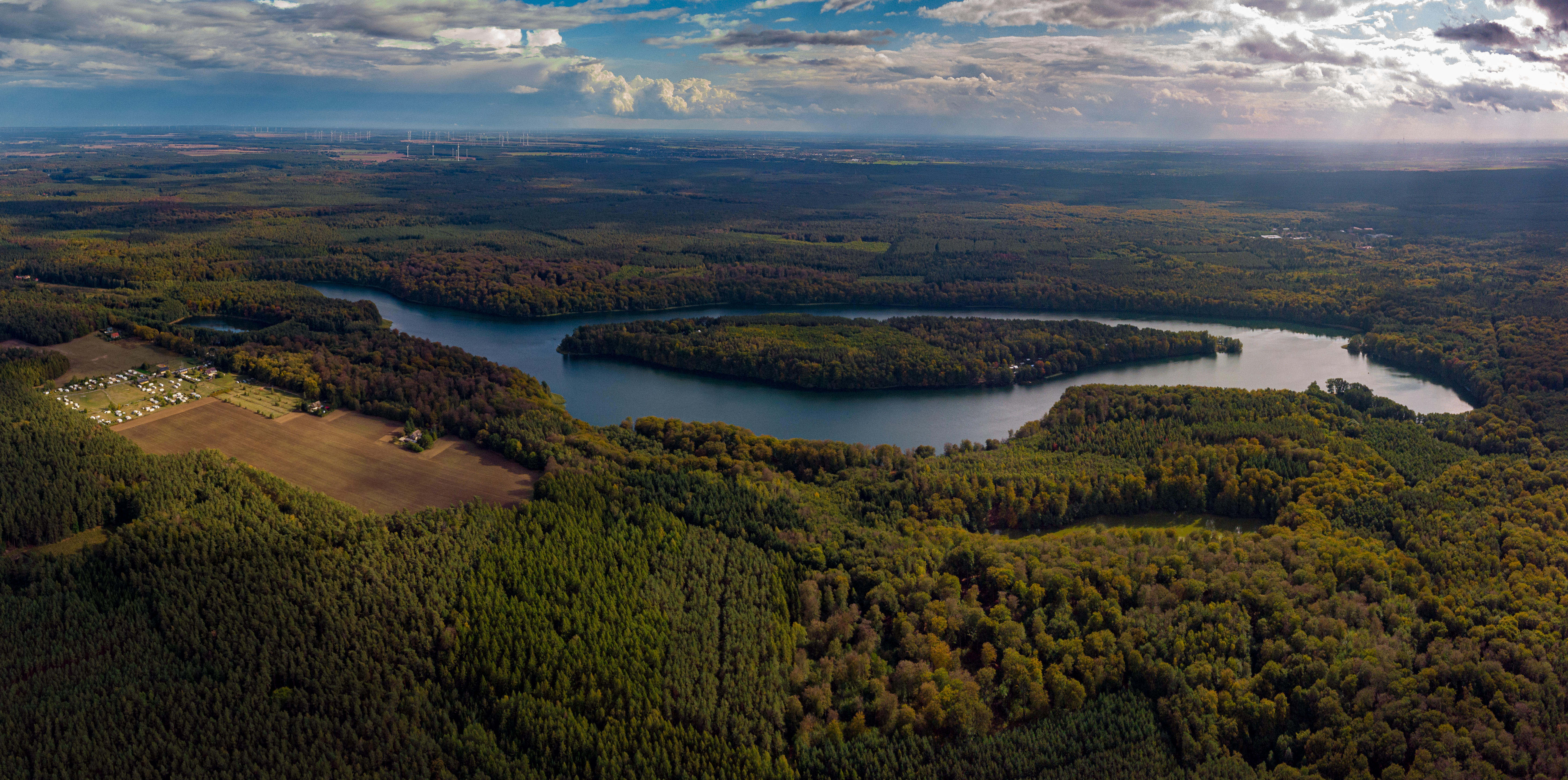
Liepnitzsee, Barnim, Brandenburg

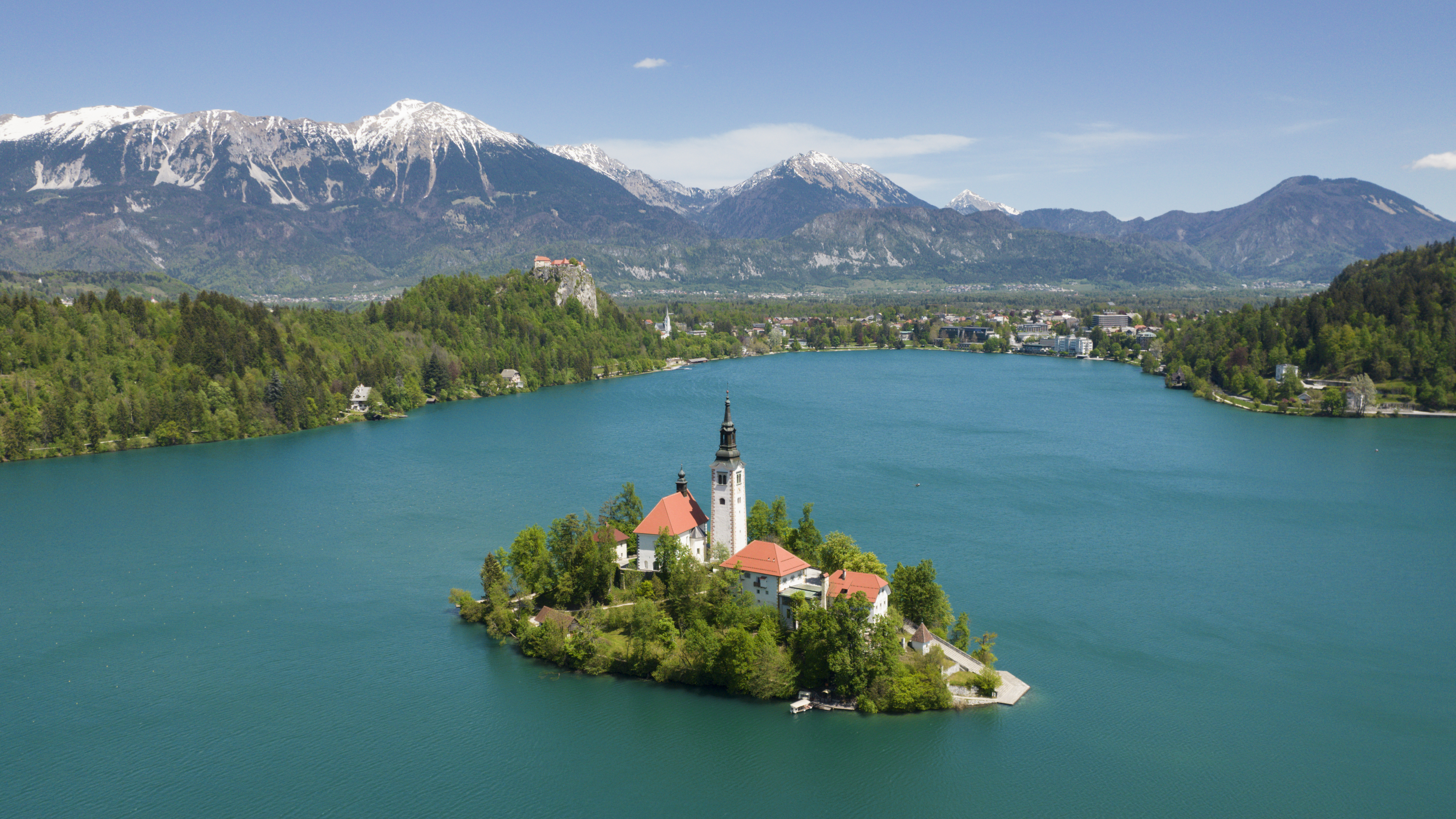
Bleder Insel im Bleder See, Slowenien

Eine Binnenseeinsel (vereinfacht auch Seeinsel) ist eine in einem Stillgewässer (See, Stausee etc.) liegende Insel. Zusammen mit den Flussinseln bilden die Seeinseln die Gruppe der Binneninseln.

## Geologie
Natürliche Binnenseeinseln entstehen durch
- glaziale Überformung von hartem Gestein. Entstehen dadurch Binnenseen, entstehen durch Schären in ihnen Binnenseeinseln.
- Ablagerungen von Sediment des Seeuntergrundes oder sind durch Anschwemmungen von Sand bzw. Kies entstanden.
- Impakt-Ereignisse.

Damit sich eine Binnenseeinsel herausbildet, muss der See einen geeigneten Wasserstand haben, so dass die Inseln vom umgebenden Festland abgeteilt sind, 
aber selbst noch nicht vollständig überschwemmt sind. In Seen mit sich änderndem Wasserspiegel können deshalb Binnenseeinseln verschwinden und wieder auftauchen/entstehen.
Einige, vor allem dem Badevergnügen dienende, Seeinseln sind jedoch lediglich von Menschen angelegte künstliche Mini-Inseln.

## Beispiele
Eine überregional bekannte (natürliche) Seeinsel ist die im Bodensee gelegene Insel Mainau (45 ha Fläche).
Die Bleder Insel (Blejski otok) im Bleder See mit einer bekannten Marienkirche ist die einzige Insel Sloweniens (0,8 ha Fläche).
Die weltweit größten Binnenseeinseln liegen in Kanada und sind die 2766 km² große Insel Manitoulin, welche sich im Huronsee befindet sowie
die 2020 km² große René-Levasseur-Insel, welche sich im kleineren Manicouagan-Stausee befindet.
Erstere ist durch glaziale Überformung entstanden und extrem flach, zweitere ist der bis zu 600 m über dem See liegende Zentralberg Mont Babel eines Einschlagskraters.